# Gerren Keith
Gerren Keith é um diretor de televisão estadunidense. Ficou conhecido por trabalhar em Valerie, Growing Pains, Family Matters, The Wayans Bros., The Parent 'Hood, The Jamie Foxx Show, Just Shoot Me!, The Parkers e That's So Raven.